# Oxfam

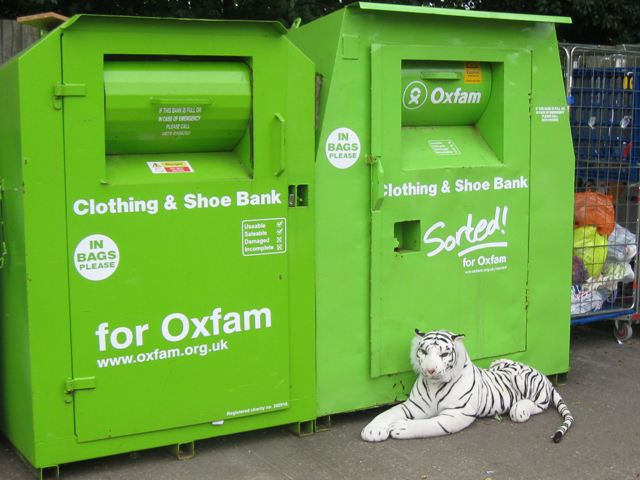
Contenitori di vestiti usati e scarpe di Oxfam

Oxfam (Oxford Committee for Famine Relief, il nome esteso in inglese) è una confederazione internazionale di organizzazioni non profit che si dedicano alla riduzione della povertà globale, attraverso aiuti umanitari e progetti di sviluppo. Ne fanno parte 18 organizzazioni di paesi diversi che collaborano con quasi 3.000 partner locali in oltre 90 nazioni per individuare soluzioni durature alla povertà e all'ingiustizia.
Il nome "Oxfam" si riferisce solo alla confederazione internazionale, di cui fanno parte varie ONG affiliate, presenti in molti paesi, spesso denominate con il nome "Oxfam" seguito da quello del paese. La denominazione Oxfam International, invece, si utilizza con esclusivo riferimento al Segretariato internazionale.

## Attività
Oxfam è impegnata soprattutto su tre fronti:
- programmi di sviluppo: Oxfam lavora per aiutare le persone a migliorare le loro condizioni di vita, fornendo loro sostegno e risorse adeguate, favorendo processi di sviluppo sostenibili nel lungo periodo.[2]
- interventi di emergenza: Oxfam porta acqua, servizi igienico-sanitari e rifugi alle popolazioni vittime di conflitti e disastri naturali. E quando l'emergenza è finita, Oxfam sostiene la ricostruzione fino al ritorno alla normalità.[3]
- campagne di opinione e sensibilizzazione: Oxfam pubblica analisi e organizza eventi di informazione per influenzare le politiche che causano la povertà e l'ingiustizia globale; tramite percorsi educativi e iniziative di mobilitazione, stimola i cittadini a chiedere ai propri leader un maggior impegno nella difesa e nella promozione degli interessi dei più poveri e vulnerabili.[4]

## Punti di interesse Oxfam

I membri di Oxfam nel mondo: in viola gli eventuali membri osservatori.

Della confederazione internazionale Oxfam fanno parte le seguenti ONG:
- Oxfam America
- Oxfam Australia
- Oxfam-in-Belgium
- Oxfam Canada
- Oxfam Francia
- Oxfam Germania
- Oxfam Giappone
- Oxfam GB (Gran Bretagna)
- Oxfam Hong Kong
- Oxfam India
- Intermón Oxfam (Spagna)
- Oxfam Irlanda
- Oxfam Italia
- Oxfam Messico
- Oxfam Nuova Zelanda
- Oxfam Novib (Paesi Bassi)
- Oxfam Québec

## Oxfam Italia
In Italia, dal 1º agosto 2010, è attiva Oxfam Italia, ONG parte della confederazione. Tale organizzazione nasce dall'esperienza di Ucodep, organizzazione non governativa italiana fondata ad Arezzo nel 1990 sulla scia di altre esperienze di volontariato risalenti alla fine degli anni settanta. Dal 2012 è passata da membro osservatore a membro effettivo del board di Oxfam International.
Ad oggi Oxfam Italia lavora in Italia, Bosnia ed Erzegovina, Etiopia, Sudafrica, Haiti, Marocco, Palestina, Sri Lanka, Tunisia, Filippine, Giordania, Libano, Liberia.

## Personaggi pubblici
A livello internazionale Oxfam conta sul supporto di importanti personalità: il premio Nobel Amartya Sen, l'ex Alto commissario delle Nazioni Unite per i diritti umani Mary Robinson, l'arcivescovo Desmond Tutu e, nel mondo dello spettacolo, artisti come Annie Lennox, i Coldplay, Helen Mirren, Kristin Davis e molti altri. Sono ambasciatrici di Oxfam Italia Malika Ayane, Margherita Buy, Ilaria D'Amico, Diamante D'Alessio. Sono state ambasciatrici, fino al momento della loro scomparsa, la scrittrice Alessandra Appiano e la conduttrice televisiva Nadia Toffa.

## Scandali sessuali 2018
Il 9 febbraio 2018 un'inchiesta del New York Times rivelò un grande scandalo sessuale che coinvolgeva l'ONG britannica. Alcuni dipendenti dell'organizzazione pagarono delle prostitute in cambio di favori sessuali ad Haiti nel 2011. Vennero fuori altre dichiarazioni di un dipendente Oxfam in Ciad secondo cui nel 2006 anche nel paese africano vi furono episodi analoghi a quelli accaduti ad Haiti. Nel 2011 per quanto accaduto invece nell'isola caraibica si dimise Roland van Hauwermeiren. La numero 2 dell'organizzazione Penny Lawrence si dimise a seguito dello scandalo. Non si dimise invece il numero 1 della ONG Mark Goldring che venne accusato di essere a conoscenza degli scandali.